# Port lotniczy Gulu
Port lotniczy Gulu – port lotniczy zlokalizowany w ugandyjskim mieście Gulu. Obsługuje połączenia krajowe.

## Linie lotnicze i połączenia
| Linia Lotnicza          | Kierunek   |
| ----------------------- | ---------- |
| Eagle Air (Uganda)      | 1. Entebbe |
| Sky Travel and Aviation | 1. Dżuba   |